# Jetty Treffz
Jetty Treffz (alemany: Henrietta Treffz)  (Alservorstadt i Viena, 1 de juliol de 1818 - Hietzing, 8 d'abril de 1878) va ser coneguda sobretot com la primera esposa de Johann Strauss II i una coneguda mezzosoprano que va aparèixer a Anglaterra el 1849 amb gran acollida.
Henrietta Chalupetzky era l'única filla d'un orfebre vienès i va estudiar música a Viena, amb el professor Giovanni Gentiluomo, adoptant el nom de soltera de la seva mare, Treffz, amb finalitats professionals. La seva carrera la va portar per Àustria, així com per Alemanya i França, però va ser a Anglaterra quan va aparèixer per primera vegada amb Johann Strauss (pare) en concerts que li portarien nombrosos reconeixements i felicitacions. "The Musical World", publicat a Londres el 5 de maig de 1849, va assenyalar els seus talents: "veu de mezzosoprano de gran qualitat i notable per la frescor i la igualtat de to a tot el registre".
El 27 d'agost de 1862, Henrietta (coneguda afectuosament com "Jetty") Treffz es va casar amb Johann Strauss II a Stephansdom de Viena, un matrimoni que va ser beneficiós per Strauss, ja que el seu suport i el seu sentit musical i empresarial, va influir en les seves obres i les va promoure a estàndard superior. Les seves obres d'aquella època van revelar el seu millor període creatiu, ja que va treballar juntament amb ell, com a copista de música i secretària privada, així com el que coneixerem avui com a gestor del món musical. El seu matrimoni no va estar exempt d'escepticisme. La població vienesa, molt influenciada pels elegants valsos de Strauss, es va sorprendre davant l'anunci del seu matrimoni, ja que tenia quaranta-quatre anys quan es van casar, uns set anys més que Strauss. Fins i tot el seu germà Josef Strauss va expressar la seva preocupació pel partit, tot i que finalment va acceptar que era «indispensable a casa». Ella escriu tots els comptes, copia les parts orquestrals i vetlla per tot el que hi ha a la cuina amb una eficàcia i una bondat tan admirables en una carta datada el 2 de maig de 1869 a la seva dona, Caroline. L'encoratjament de Treffz perquè Strauss sol·licités el cobejat lloc de "KK Hofballmusik-director" finalment va donar resultats positius, ja que el 1863 li fou atorgat el càrrec honorari.

## Els darrers anys
Jetty Treffz va viure prou temps com per veure el seu marit reclamar un petit però encoratjador èxit en el negoci de l'opereta, però, el 8 d'abril de 1878, va patir un atac de cor i va morir als 59 anys, sent la causa com a carta inquietant d'una d'ella; fills il·legítims. Sovint parlava d'ella mateixa com una "vella i coixa pobra", a més de patir malalties doloroses en els darrers anys de la seva vida.
Va ser enterrada al cementiri local de Hietzing, tot i que Strauss va estar absent al funeral, [per què?] I es van deixar tots els arranjaments al seu germà Eduard Strauss. El mateix Strauss es va tornar a casar set setmanes després amb Angelika Dittrich  el 28 de maig de 1878.